# Mycomya spinicoxa
Mycomya spinicoxa är en tvåvingeart som först beskrevs av Vaisanen 1979.  Mycomya spinicoxa ingår i släktet Mycomya och familjen svampmyggor. Inga underarter finns listade i Catalogue of Life.